# Сугера (Фиренца)
Сугера је насеље у Италији у округу Фиренца, региону Тоскана.
Према процени из 2011. у насељу је живело 75 становника. Насеље се налази на надморској висини од 208 м.